# Cementerio Mount Sinai Memorial Park
Mount Sinai Memorial Park es el cementerio judío más grande de California. Este cementerio es el lugar de descanso final para muchos judíos en la industria del entretenimiento.
Es propiedad del Templo del Sinaí de Los Ángeles, y se refiere a dos cementerios judíos en el área metropolitana. El cementerio se encuentra en 5950 Forest Lawn Drive en las colinas de Hollywood y fue establecido originalmente en 1953. En 1959, se convirtió en un cementerio exclusivamente judío, y en 1967 fue adquirido por el Templo del Sinaí, la sinagoga conservadora más antigua y más grande de Los Ángeles, que lo puso al servicio de todos los miembros de la comunidad judía en y alrededor de la ciudad. Numerosas estrellas y celebridades de la industria del entretenimiento están enterradas allí.

## Obras de arte

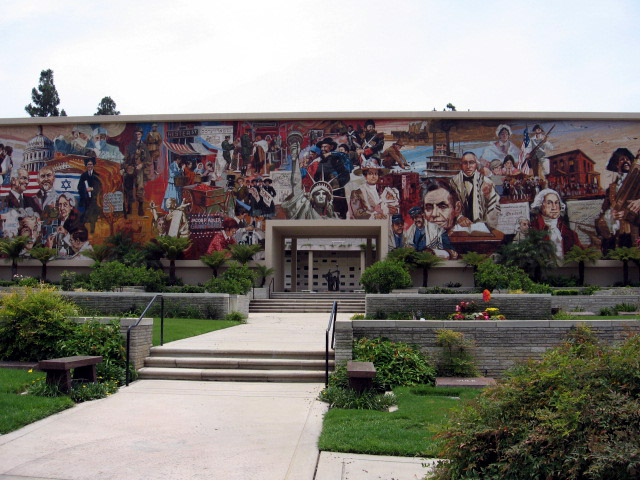
El mosaico del patrimonio en el parque memorial Mount Sinai en Hollywood Hills

A lo largo de las diferentes secciones del cementerio, hay varias obras de arte, incluyendo mosaicos, esculturas, fuentes y tallas. El más notable es el Mosaico del Patrimonio, de 45 pies x 30 pies, representa un panorama de la experiencia judía en América y está compuesto por más de 2,5 millones de piezas de vidrio veneciano cortado a mano. El parque también cuenta con un monumento conmemorativo dedicado a los seis millones de judíos que perecieron en el Holocausto por el artista judío, Bernard Zakheim. Las seis figuras tridimensionales, todas representadas en madera, representan seis figuras judías heroicas. De las piedras del monumento se levanta una llama que simboliza el espíritu eterno de los seis millones de judíos muertos y el renacimiento de Israel de las cenizas del Holocausto.
Artistas enterrados: 
- Irwin Allen (1916-1991), director de cine/productor/escritor
- Danny Arnold (1925-1995), director de cine/productor/escritor
- Frances Bay (1919-2011), actriz
- Milton Berle (1908-2002), cómico
- Herschel Bernardi(1923-1986), actor
- Lee J. Cobb (1911-1976), actor
- Stanley Cortez (1908-1997), director de fotografía
- Mack David (1912-1993), compositor
- "Mama" Cass Elliot (1941-1974), cantante de The Mamas & the Papas
- Ziggy Elman (1911-1968), músico y compositor
- Norman Fell (1924-1998), actor de la serie de Mr. Roper "Three's Company"
- Totie Fields (1930-1978), cómico
- Helen Forrest (1917-1999), cantante de jazz y de big band
- Karl Freund (1890-1969), director de fotografía
- Bruce Geller (1930-1978), productor de cine y televisión.
- Billy Halop (1920-1976), actor y miembro de los East Side Kids.
- Nat Hiken (1914-1968), director de cine/productor/escritor
- Gregg Hoffman (1963-2005), productor de Saw y Saw 2
- Peter Hurkos (1911-1988), físico
- Leonard Katzman (1927-1996), director de cine y televisión/productor/escritor
- John Larch (1914-2005), actor
- Sydney Lassick (1922-2003), actor
- Daniel Pearl (1963-2002), periodista
- Ross Martin (1920-1981), actor
- Irving Mills (1894-1985), compositor
- Mark Robson (1913-1978), director
- David Rose (1910-1990), compositor
- Milton Rosen (1922-2000), compositor
- Phil Silvers (1912-1985), actor
- Sidney Skolsky (1905-1983), reportero de Hollywood
- Hillel Slovak (1962-1988), guitarrista de Red Hot Chili Peppers
- Harold J. Stone (1913-2005), actor
- Brandon Tartikoff (1949-1997), productor de televisión
- Irving Taylor (1914-1983), compositor y letrista
- Mel Taylor (1933-1996), baterista de rock
- Bobby Van (1928-1980), showman
- Tara Correa-McMullen (1989-2005), actriz
- Anton Yelchin (1989-2016), actor
- Bob Saget (1956-2022), actor